# Abdoul Karim Cissé
Abdoul Karim Cissé, né le 20 octobre 1985 à Abidjan, est un footballeur international ivoirien, qui évolue au poste de gardien de but au LYS Sassandra.

## Biographie
Abdoul Karim Cissé reçoit sa première sélection en équipe de Côte d'Ivoire le 29 mars 2015, en amical contre la Guinée équatoriale (score : 1-1).
Il participe avec l'équipe nationale au championnat d'Afrique des nations 2016 puis au championnat d'Afrique des nations 2018. Il obtient la médaille de bronze lors de l'édition 2016.
Il remporte au cours de sa carrière deux titres de champion de Côte d'Ivoire.
Il participe avec le club de l'ASEC Mimosas à la Ligue des champions d'Afrique et à la Coupe de la confédération. Il est capitaine de l'ASEC Mimosas lors de la saison 2018-2019.

## Matchs internationaux
| Matchs internationaux d'Abdoul Karim Cissé | Matchs internationaux d'Abdoul Karim Cissé | Matchs internationaux d'Abdoul Karim Cissé           | Matchs internationaux d'Abdoul Karim Cissé | Matchs internationaux d'Abdoul Karim Cissé | Matchs internationaux d'Abdoul Karim Cissé | Matchs internationaux d'Abdoul Karim Cissé                |
| #                                          | Date                                       | Lieu                                                 | Adversaire                                 | Résultat                                   | Compétition                                | Notes                                                     |
| ------------------------------------------ | ------------------------------------------ | ---------------------------------------------------- | ------------------------------------------ | ------------------------------------------ | ------------------------------------------ | --------------------------------------------------------- |
| 1                                          | 29 mars 2015                               | Stade Félix-Houphouët-Boigny, Abidjan, Côte d'Ivoire | Guinée équatoriale                         | 1 - 1                                      | Match amical                               | Entre en jeu à la place de Sayouba Mandé à la 46e minute. |
| 2                                          | 7 février 2016                             | Stade Amahoro, Kigali, Rwanda                        | Guinée                                     | 1 - 2                                      | CHAN 2016                                  | Titulaire.                                                |
| 3                                          | 26 décembre 2016                           | Stade Robert-Champroux, Abidjan, Côte d'Ivoire       | Zimbabwe                                   | 0 - 0                                      | Match amical                               | Entre en jeu à la place de Badra Sangaré à la 46e minute. |
| 4                                          | 13 août 2017                               | Stade Général-Seyni-Kountché, Niamey, Niger          | Niger                                      | 2 - 1                                      | Qualifications au CHAN 2018                | Titulaire.                                                |
| 5                                          | 22 janvier 2018                            | Grand stade de Marrakech, Marrakech, Maroc           | Ouganda                                    | 0 - 0                                      | CHAN 2018                                  | Titulaire.                                                |
| 6                                          | 26 mars 2019                               | Stade Félix-Houphouët-Boigny, Abidjan, Côte d'Ivoire | Liberia                                    | 1 - 0                                      | Match amical                               | Remplacé par Badra Sangaré à la 71e minute.               |

## Palmarès
- Troisième du championnat d'Afrique des nations en 2016 avec l'équipe de Côte d'Ivoire
- Champion de Côte d'Ivoire en 2011 avec l'Africa Sports et en 2018 avec l'ASEC Mimosas
- Vainqueur de la Coupe de Côte d'Ivoire en 2006 avec l'Issia Wazi et en 2018 avec l'ASEC Mimosas
- Finaliste de la Coupe de Côte d'Ivoire en 2007 avec l'Issia Wazi
- Vainqueur de la Super Coupe Félix Houphouët-Boigny en 2015 avec l'ASEC Mimosas
- Finaliste de la Super Coupe Félix Houphouët-Boigny en 2011 avec l'Africa Sports